# Epidendrum gloria-imperatrix
Epidendrum gloria-imperatrix är en orkidéart som beskrevs av Eric Hágsater och G.Calat. Epidendrum gloria-imperatrix ingår i släktet Epidendrum och familjen orkidéer.
Artens utbredningsområde är Peru. Inga underarter finns listade i Catalogue of Life.